# Lancieri Novara 2012
Questa voce raccoglie le informazioni riguardanti i Lancieri Novara nelle competizioni ufficiali della stagione 2012.

## Roster
| Roster dei Lancieri Novara (2012) |
| --- |
| Quarterback - 16 Nicolò Zanforlin Running Back - 8 Elia Bergantin - 40 M. Zampagni Wide Receiver - 9 Diego Ricci - 80 Francesco Tirapelle - 85 S. Muia Tight End - 89 Andrea Di Girolamo Offensive Linemen - 69 C. Tortora - 75 Matteo Andreoni Defensive Linemen - 66 Francesco Meduri - 91 Papa Baidy Ndiaye - 95 Martino Miglio Linebacker - 23 Mahmoud. Soliman - 51 Paolo Canetta - 99 Gabriele Canonico - 7 Luca Fedigro Defensive Back - 1 Massimo Coppola - 9 Mauro Bizzaro SS - 20 M. Fouad - 22 Andrea Cafasso - 30 A. Modena CB/KR - 48 Simone Purghè Special Team Coaching staff Leonardo Pozzato |

## Golden League FIF 2012

### Stagione regolare

#### Andata
| Brescia 18 marzo 2012, ore 15:00 CEST Week 1 | Bengals Brescia | 46 – 20 (6-0 20-0 14-12 0-8) referto                                                                     | Lancieri Novara |  |
| \| \| \| \| \| Zanola S. Q1 (TD) 13yd run Barbolla R. Q2 (TD) 26yd run Barbolla R. Q2 (tpc) rush Barbolla R. Q2 (TD) 11yd run Zanola S. Q3 (TD) 8yd run Tutotti D. Q3 (TD) 3yd run Anelli M. Q3 (tpc) pass da Turotti D. \| Marcatori \| Zanforlin N. Q3 (TD) 31yd run Di Girolamo A. Q4 (TD) 2yd pass da Zanforlin N. Zanforlin N. Q4 (tpc) rush \| |                 | |                 |  |
| |                 | |                 |  |
| Zanola S. Q1 (TD) 13yd run Barbolla R. Q2 (TD) 26yd run Barbolla R. Q2 (tpc) rush Barbolla R. Q2 (TD) 11yd run Zanola S. Q3 (TD) 8yd run Tutotti D. Q3 (TD) 3yd run Anelli M. Q3 (tpc) pass da Turotti D. | Marcatori       | Zanforlin N. Q3 (TD) 31yd run Di Girolamo A. Q4 (TD) 2yd pass da Zanforlin N. Zanforlin N. Q4 (tpc) rush |                 |  |

| Caltignaga 25 marzo 2012, ore 14:30 CEST Week 2 | Lancieri Novara | 6 – 34 (0-8 6-6 0-20 0-0) referto | Rams Milano | Campo Comunale |
| \| \| \| \| \| Zanforlin N. Q2 (TD) 3yd run \| Marcatori \| Mahmoud A. Q1 (TD) 9yd run Mahmoud A. Q1 (tpc) pass da Murino M. Nigro M. Q2 (TD) 10yd run Venafrò F. Q3 (TD) 3yd pass da Murino M. Nigro M. Q3 (TD) 6yd run Venafrò F. Q3 (tpc) da Murino M. Bogianchino M. Q3 (TD) 59yd interception return \| |                 | |             |                |
| |                 | |             |                |
| Zanforlin N. Q2 (TD) 3yd run | Marcatori       | Mahmoud A. Q1 (TD) 9yd run Mahmoud A. Q1 (tpc) pass da Murino M. Nigro M. Q2 (TD) 10yd run Venafrò F. Q3 (TD) 3yd pass da Murino M. Nigro M. Q3 (TD) 6yd run Venafrò F. Q3 (tpc) da Murino M. Bogianchino M. Q3 (TD) 59yd interception return |             |                |

| Piacenza 1º aprile 2012, ore 15:00 CESTTurno = Week 3 | Cinghiali Piacenza | 8 – 14 (0-0 8-8 0-6 0-0) referto                                                    | Lancieri Novara |  |
| \| \| \| \| \| Salvanelli A. Q2 (TD) 4yd run Bianchi C. Q2 (tpc) pass da Fontanella A. \| Marcatori \| Canonico G. Q2 (TD) 2yd run Zanforlin N. Q2 (tpc) rush Zanforlin N. Q3 (TD) 8yd run \| |                    |                                                                                     |                 |  |
| |                    |                                                                                     |                 |  |
| Salvanelli A. Q2 (TD) 4yd run Bianchi C. Q2 (tpc) pass da Fontanella A. | Marcatori          | Canonico G. Q2 (TD) 2yd run Zanforlin N. Q2 (tpc) rush Zanforlin N. Q3 (TD) 8yd run |                 |  |

#### Ritorno
| Caltignaga 15 aprile 2012, ore 15:00 CEST Week 4 | Lancieri Novara | 6 – 26 (6-14 0-0 0-0 0-12) referto | Bengals Brescia | Campo Sportivo Comunale |
| \| \| \| \| \| Bergantin E. Q1 (TD) 70yd run \| Marcatori \| Barbolla R. Q1 (TD) 9yd run Barbolla R. Q1 (TD) 5yd run Barbolla R. Q1 (tpc) rush Zanola S. Q4 (TD) 7yd run Barbolla R. Q4 (TD) 5yd run \| |                 | |                 |                         |
| |                 | |                 |                         |
| Bergantin E. Q1 (TD) 70yd run | Marcatori       | Barbolla R. Q1 (TD) 9yd run Barbolla R. Q1 (TD) 5yd run Barbolla R. Q1 (tpc) rush Zanola S. Q4 (TD) 7yd run Barbolla R. Q4 (TD) 5yd run |                 |                         |

| Milano 22 aprile 2012, ore 15:00 CEST Week 5 | Rams Milano | 34 – 14 (6-6 8-0 12-8 8-0) referto                                                                                   | Lancieri Novara | Centro Sportivo Saini, via Corelli 136 |
| \| \| \| \| \| Venafrò F. Q1 (TD) 2yd pass da Murino M. Busnach M. Q2 (TD) 10yd pass da Murino M. Pasqualetti G. Q2 (saf) blocked punt in touchback Nigro M. Q3 (TD) 19yd run Murino M. Q3 (TD) 9yd run Murino M. Q4 (TD) 5yd run Mahmoud A. Q4 (tpc) pass da Murino M. \| Marcatori \| Ricci D. Q1 (TD) 25yd pass da Zanforlin N. Zampagni M. Q3 (TD) 33yd run Di Girolamo A. Q3 (tpc) pass da Zanforlin N. \| |             | |                 |                                        |
| |             | |                 |                                        |
| Venafrò F. Q1 (TD) 2yd pass da Murino M. Busnach M. Q2 (TD) 10yd pass da Murino M. Pasqualetti G. Q2 (saf) blocked punt in touchback Nigro M. Q3 (TD) 19yd run Murino M. Q3 (TD) 9yd run Murino M. Q4 (TD) 5yd run Mahmoud A. Q4 (tpc) pass da Murino M. | Marcatori   | Ricci D. Q1 (TD) 25yd pass da Zanforlin N. Zampagni M. Q3 (TD) 33yd run Di Girolamo A. Q3 (tpc) pass da Zanforlin N. |                 |                                        |

| Caltignaga 29 aprile 2012, ore 15:00 CEST Week 6 | Lancieri Novara | 16 – 8 (0-8 0-0 16-0 0-0) referto                         | Cinghiali Piacenza | Campo Comunale |
| \| \| \| \| \| Canonico G. Q3 (TD) 8yd run Cianchi L. Q3 (tpc) pass da Zanforlin N. Ricci D. Q3 (TD) pass da Zanforlin N. Zanforlin N. Q3 (tpc) rush \| Marcatori \| Salvanelli A. Q1 (TD) 2yd run Salvanelli A. Q1 (tpc) rush \| |                 |                                                           |                    |                |
| |                 |                                                           |                    |                |
| Canonico G. Q3 (TD) 8yd run Cianchi L. Q3 (tpc) pass da Zanforlin N. Ricci D. Q3 (TD) pass da Zanforlin N. Zanforlin N. Q3 (tpc) rush                                                                                             | Marcatori       | Salvanelli A. Q1 (TD) 2yd run Salvanelli A. Q1 (tpc) rush |                    |                |

### Playoff
| Milano 13 maggio 2012, ore 15:00 CEST Semifinale | Rams Milano | 56 – 38 (14-0 14-14 16-8 12-16) referto | Lancieri Novara | Centro Sportivo Saini, via Corelli 136 |
| \| \| \| \| \| Nigro M. Q1 (TD) 8yd run Venafrò F. Q1 (tpc) pass da Murino M. Nigro M. Q1 (TD) 2yd run Nigro M. Q2 (TD) 34yd run Mahmoud A. Q2 (TD) 15yd run Murino M. Q3 (TD) 6yd run Pollastri E. Q3 (tpc) pass da Murino M. Murino M. Q3 (TD) 1yd run Lorusso F. Q3 (tpc) pass da Murino M. Murino M. Q4 (TD) 26yd run Mahmoud A. Q4 (TD) 2yd run \| Marcatori \| Rolando M. Q2 (TD) 20yd pass da Zanforlin N. Zanforlin N. Q2 (TD) 23yd run Di Giorgio L. Q2 (tpc) pass da Zanforlin N. Cianchi L. Q3 (TD) 26yd run Cianchi L. Q3 (TD) rush Cianchi L. Q4 (TD) 9yd run Zanforlin N. Q4 (tpc) rush Zanforlin N. Q4 (TD) 1yd run \| |             | |                 |                                        |
| |             | |                 |                                        |
| Nigro M. Q1 (TD) 8yd run Venafrò F. Q1 (tpc) pass da Murino M. Nigro M. Q1 (TD) 2yd run Nigro M. Q2 (TD) 34yd run Mahmoud A. Q2 (TD) 15yd run Murino M. Q3 (TD) 6yd run Pollastri E. Q3 (tpc) pass da Murino M. Murino M. Q3 (TD) 1yd run Lorusso F. Q3 (tpc) pass da Murino M. Murino M. Q4 (TD) 26yd run Mahmoud A. Q4 (TD) 2yd run | Marcatori   | Rolando M. Q2 (TD) 20yd pass da Zanforlin N. Zanforlin N. Q2 (TD) 23yd run Di Giorgio L. Q2 (tpc) pass da Zanforlin N. Cianchi L. Q3 (TD) 26yd run Cianchi L. Q3 (TD) rush Cianchi L. Q4 (TD) 9yd run Zanforlin N. Q4 (tpc) rush Zanforlin N. Q4 (TD) 1yd run |                 |                                        |

## Golden League FIF 2012 Autunno

### Stagione regolare

#### Andata
| Faenza 13 ottobre 2012, ore 19:30 CEST Week 1 | Black Horses Faenza | 0 – 8 (d.g.s.) | Lancieri Novara | Campo Sportivo Graziola, via Atleti Azzurri d'Italia 13 |

| Caltignaga 21 ottobre 2012, ore 14:30 CEST Week 2 | Lancieri Novara | 15 – 8 (12-0 3-8 0-0 0-0) referto                           | Bengals Brescia | Campo Comunale, via dello Sport |
| \| \| \| \| \| Grieco R. Q1 (TD) 5yd run Zanforlin N. Q1 (TD) 70yd run Antoni S. Q2 (FG) 25yd field goal \| Marcatori \| Tinti G. Q2 (TD) 9yd run Mejdi Y. Q2 (tpc) pass da Tinti G. \| |                 |                                                             |                 |                                 |
| |                 |                                                             |                 |                                 |
| Grieco R. Q1 (TD) 5yd run Zanforlin N. Q1 (TD) 70yd run Antoni S. Q2 (FG) 25yd field goal                                                                                               | Marcatori       | Tinti G. Q2 (TD) 9yd run Mejdi Y. Q2 (tpc) pass da Tinti G. |                 |                                 |

| Milano 28 ottobre 2012, ore 15:00 CEST Week 3 | Rams Milano | 42 – 20 (22-12 14-0 0-0 6-8) referto | Lancieri Novara | Centro Sportivo Saini, via Corelli 136 |
| \| \| \| \| \| Murino M. Q1 (TD) 8yd run Busnach M. Q1 (tpc) pass da Murino M. Nigro M. Q1 (TD) 9yd run Mahmoud A. Q1 (tpc) rush Murino M. Q1 (TD) 25yd run Venafrò F. Q2 (TD) 43yd pass da Murino M. Nigro M. Q2 (TD) rush Nigro M. Q2 (TD) 5yd run Mahmoud A. Q4 (TD) 4yd run \| Marcatori \| Rolando M. Q1 (TD) 21yd pass da Zanforlin N. Cianchi L. Q1 (TD) 6yd run Rolando M. Q4 (TD) 31yd pass da Zanforlin N. Zulian D. Q4 (tpc) pass da Zanforlin N. \| |             | |                 |                                        |
| |             | |                 |                                        |
| Murino M. Q1 (TD) 8yd run Busnach M. Q1 (tpc) pass da Murino M. Nigro M. Q1 (TD) 9yd run Mahmoud A. Q1 (tpc) rush Murino M. Q1 (TD) 25yd run Venafrò F. Q2 (TD) 43yd pass da Murino M. Nigro M. Q2 (TD) rush Nigro M. Q2 (TD) 5yd run Mahmoud A. Q4 (TD) 4yd run | Marcatori   | Rolando M. Q1 (TD) 21yd pass da Zanforlin N. Cianchi L. Q1 (TD) 6yd run Rolando M. Q4 (TD) 31yd pass da Zanforlin N. Zulian D. Q4 (tpc) pass da Zanforlin N. |                 |                                        |

#### Ritorno
| Caltignaga 4 novembre 2012, ore 14:30 CEST Week 4 | Lancieri Novara | 42 – 0 (12-0 24-0 0-0 6-0) referto | Black Horses Faenza | Campo Sportivo Comunale, via dello Sport |
| \| \| \| \| \| Cianchi L. Q1 (TD) 52yd run Ricci D. Q1 (TD) 29yd pass da Zanforlin N. Zanforlin N. Q2 (TD) 66yd run Rolando M. Q2 (TD) 10yd pass da Zanforlin N. Grieco R. Q2 (TD) 9yd run Ricci D. Q2 (TD) 44yd pass da Zanforlin N. Zanforlin N. Q4 (TD) 41yd run \| Marcatori \| \| |                 |                                    |                     |                                          |
| |                 |                                    |                     |                                          |
| Cianchi L. Q1 (TD) 52yd run Ricci D. Q1 (TD) 29yd pass da Zanforlin N. Zanforlin N. Q2 (TD) 66yd run Rolando M. Q2 (TD) 10yd pass da Zanforlin N. Grieco R. Q2 (TD) 9yd run Ricci D. Q2 (TD) 44yd pass da Zanforlin N. Zanforlin N. Q4 (TD) 41yd run                                   | Marcatori       |                                    |                     |                                          |

| Brescia 11 novembre 2012, ore 15:00 CEST Week 5 | Bengals Brescia | 35 – 19 (6-0 0-7 8-6 21-6) referto                                                                                        | Lancieri Novara | Campo Sportivo "Chico Nova", Villaggio Sereno |
| \| \| \| \| \| Cristiano M. Q1 (TD) 6yd run Mescerjakovs K. Q1 (TD) 3yd run Cristiano M. Q3 (tpc) pass da Longo I. Longo I. Q4 (TD) 10yd run Longo I. Q4 (pat) Viviani M. Q4 (TD) 12yd pass da Longo I. Longo I. Q4 (pat) Tinti G. Q4 (TD) 11yd pass da Longo I. Longo I. Q4 (pat) \| Marcatori \| Zanforlin N. Q2 (TD) 1yd run Antoni S. Q2 (pat) Rolando M. Q3 (TD) 38yd pass da Zanforlin N. Zanforlin N. Q4 (TD) 8yd run \| |                 | |                 |                                               |
| |                 | |                 |                                               |
| Cristiano M. Q1 (TD) 6yd run Mescerjakovs K. Q1 (TD) 3yd run Cristiano M. Q3 (tpc) pass da Longo I. Longo I. Q4 (TD) 10yd run Longo I. Q4 (pat) Viviani M. Q4 (TD) 12yd pass da Longo I. Longo I. Q4 (pat) Tinti G. Q4 (TD) 11yd pass da Longo I. Longo I. Q4 (pat) | Marcatori       | Zanforlin N. Q2 (TD) 1yd run Antoni S. Q2 (pat) Rolando M. Q3 (TD) 38yd pass da Zanforlin N. Zanforlin N. Q4 (TD) 8yd run |                 |                                               |

| Caltignaga 29 aprile 2012, ore 15:00 CEST Week 6 | Lancieri Novara | 52 – 58 (0-14 30-16 0-8 22-20) referto | Rams Milano | Campo Comunale, via dello Sport |
| \| \| \| \| \| Rolando M. Q2 (TD) 6yd pass da Zanforlin N. Rolando M. Q2 (tpc) pass da Zanforlin N. Ricci D. Q2 (TD) 36yd pass da Zanforlin N. Grieco R. Q2 (tpc) rush Ricci D. Q2 (TD) 55yd pass da Zanforlin N. Zanforlin N. Q2 (TD) 6yd run Grieco R. Q2 (tpc) pass da Zanforlin N. Ricci D. Q4 (TD) 1yd pass da Zanforlin N. Andreoni M. Q4 (TD) 2yd run Andreoni M. Q4 (tpc) pass da Zanforlin N. Zanforlin N. Q4 (TD) 6yd run Grimi M. Q4 (tpc) rush \| Marcatori \| Mahmoud A. Q1 (TD) 7yd run Mahmoud A. Q1 (TD) 3yd run Pollastri E. Q1 (tpc) pass da Murino M. Nigro M. Q2 (TD) 51yd run Nigro M. Q2 (tpc) rush Mahmoud A. Q2 (TD) 6yd run Mahmoud A. Q2 (tpc) rush Mahmoud A. Q3 (TD) 21yd run Guardamagna T. Q3 (tpc) pass da Murino M. Murino M. Q4 (TD) 10yd run Nigro M. Q4 (TD) 52yd run Murino M. Q4 (TD) 5yd run Murino M. Q4 (tpc) rush \| |                 | |             |                                 |
| |                 | |             |                                 |
| Rolando M. Q2 (TD) 6yd pass da Zanforlin N. Rolando M. Q2 (tpc) pass da Zanforlin N. Ricci D. Q2 (TD) 36yd pass da Zanforlin N. Grieco R. Q2 (tpc) rush Ricci D. Q2 (TD) 55yd pass da Zanforlin N. Zanforlin N. Q2 (TD) 6yd run Grieco R. Q2 (tpc) pass da Zanforlin N. Ricci D. Q4 (TD) 1yd pass da Zanforlin N. Andreoni M. Q4 (TD) 2yd run Andreoni M. Q4 (tpc) pass da Zanforlin N. Zanforlin N. Q4 (TD) 6yd run Grimi M. Q4 (tpc) rush | Marcatori       | Mahmoud A. Q1 (TD) 7yd run Mahmoud A. Q1 (TD) 3yd run Pollastri E. Q1 (tpc) pass da Murino M. Nigro M. Q2 (TD) 51yd run Nigro M. Q2 (tpc) rush Mahmoud A. Q2 (TD) 6yd run Mahmoud A. Q2 (tpc) rush Mahmoud A. Q3 (TD) 21yd run Guardamagna T. Q3 (tpc) pass da Murino M. Murino M. Q4 (TD) 10yd run Nigro M. Q4 (TD) 52yd run Murino M. Q4 (TD) 5yd run Murino M. Q4 (tpc) rush |             |                                 |

### Playoff
| Brescia 25 novembre 2012, ore 15:00 CEST Semifinale | Bengals Brescia | 45 – 0 (18-0 7-0 13-0 7-0) referto | Lancieri Novara | Campo Sportivo "Chico Nova", Villaggio Sereno |
| \| \| \| \| \| Viviani M. Q1 (TD) 7yd run Zanola S. Q1 (TD) 8yd run Viviani M. Q1 (TD) 12yd run Palini W. Q2 (TD) 22yd run Cigala N. Q4 (pat) Palini W. Q3 (TD) 20yd pass da Longo I. Zanola S. Q3 (TD) 14yd run Cigala N. Q4 (pat) Minnehan G. Q4 (TD) 4yd run Cigala N. Q4 (pat) \| Marcatori \| \| |                 |                                    |                 |                                               |
| |                 |                                    |                 |                                               |
| Viviani M. Q1 (TD) 7yd run Zanola S. Q1 (TD) 8yd run Viviani M. Q1 (TD) 12yd run Palini W. Q2 (TD) 22yd run Cigala N. Q4 (pat) Palini W. Q3 (TD) 20yd pass da Longo I. Zanola S. Q3 (TD) 14yd run Cigala N. Q4 (pat) Minnehan G. Q4 (TD) 4yd run Cigala N. Q4 (pat)                                   | Marcatori       |                                    |                 |                                               |

## Statistiche di squadra
| Competizione    | %Vittorie | In casa | In casa | In casa | In casa | In casa | In casa | In trasferta | In trasferta | In trasferta | In trasferta | In trasferta | In trasferta | Totale | Totale | Totale | Totale | Totale | Totale |
| Competizione    | %Vittorie | G       | V       | N       | P       | Pf      | Ps      | G            | V            | N            | P            | Pf           | Ps           | G      | V      | N      | P      | Pf     | Ps     |
| --------------- | --------- | ------- | ------- | ------- | ------- | ------- | ------- | ------------ | ------------ | ------------ | ------------ | ------------ | ------------ | ------ | ------ | ------ | ------ | ------ | ------ |
| Campionato      | .333      | 3       | 1       | 0       | 2       | 28      | 68      | 3            | 1            | 0            | 2            | 48           | 82           | 6      | 2      | 0      | 4      | 76     | 150    |
| Playoff         | .000      | -       | -       | -       | -       | -       | -       | 1            | 0            | 0            | 1            | 38           | 56           | 1      | 0      | 0      | 1      | 38     | 56     |
| Campionato Aut. | .500      | 3       | 2       | 0       | 1       | 109     | 66      | 3            | 1            | 0            | 2            | 47           | 77           | 6      | 3      | 0      | 3      | 156    | 143    |
| Playoff         | .000      | -       | -       | -       | -       | -       | -       | 1            | 0            | 0            | 1            | 0            | 45           | 1      | 0      | 0      | 1      | 0      | 45     |
| Totale          | .357      | 6       | 3       | 0       | 3       | 137     | 134     | 8            | 2            | 0            | 6            | 133          | 260          | 14     | 5      | 0      | 9      | 270    | 394    |